# Michael J. Horton
Michael J. Horton est un monteur originaire de Nouvelle-Zélande.

## Biographie
Horton est né à Lower Hutt, dans la région néo-zélandaise de Wellington. Il fait ses études au Saint Patricks College de la capitale, et commence à travailler comme monteur avec la New Zealand Broadcasting Corporation au milieu des années 1960.
Il commence à travailler pour le réalisateur Geoff Murphy dans les années 1970, et participe au montage de Goodbye Pork Pie en 1981, film qui rencontre un grand succès en Nouvelle-Zélande et participe de fait au développement du cinéma du pays. Il collaborera sur d'autres projets du réalisateur, Utu et Le Dernier Survivant avant son départ pour les États-Unis et Spooked en 2004 à son retour.
Horton a été sélectionné pour un Oscar du meilleur montage et pour un prix de la British Academy du meilleur montage pour son travail sur le film Les Deux Tours sorti en 2002, deuxième volet de la trilogie cinématographique réalisée par Peter Jackson inspirée du roman Le Seigneur des anneaux de J. R. R. Tolkien.

## Filmographie sélective
Michael J. Horton a travaillé sur le montage des films suivants.
- 1981 – Goodbye Pork Pie de Geoff Murphy
- 1981 – Smash Palace (en) de Roger Donaldson
- 1983 – Utu de Geoff Murphy
- 1985 – Le Dernier Survivant de Geoff Murphy
- 1991 – The End of the Golden Weather de Ian Mune
- 1994 – L'Âme des guerriers de Lee Tamahori
- 1995 – Cinema of Unease (en) de Sam Neill et Judy Rymer
- 1995 – Forgotten Silver de Costa Botes et Peter Jackson
- 1999 – What Becomes of the Broken Hearted? (en) de Ian Mune
- 2002 – Le Seigneur des anneaux : Les Deux Tours de Peter Jackson
- 2004 – Spooked de Geoff Murphy

## Sources
1. ↑  (en) « The Lord of the Rings: Film Trilogy Production Notes », page sur le site de l'éditeur Houghton Mifflin, consulté le 28 mars 2011.